# 中島彰吾 (アイスホッケー)
中島 彰吾（なかじま しょうご、1993年10月26日 - ）は、北海道釧路市出身のプロアイスホッケー選手。ポジションはフォワード。アジアリーグアイスホッケーのレッドイーグルス北海道に所属。

## 経歴

### クレインズ時代
釧路市立鳥取西小学校、釧路市立北中学校、クレインズジュニア、武修館高等学校、中央大学を経て、日本製紙クレインズに入団。
2018年-19年シーズンはアジアリーグアシスト王を記録。

### イーグルス時代
2019年-20年シーズンより王子イーグルスへ加入。ジャパンカップ2020では三冠王を記録。
2020年-21年シーズンのジャパンカップ2021ではリーグ最多ポイントを記録。
2022年-23年シーズンはリーグ最多のアシストとポイントを記録した。
2023年-24年シーズンのシーズン中の2023年10月31日に11月に苫小牧市にて実施されたアイスホッケー男子日本代表の国内合宿の参加メンバーに選出された。2024年1月16日にレッドイーグルスの本拠地であるnepiaアイスアリーナと安平町の安平町スポーツセンターにて実施されたアイスホッケー男子日本代表の国内合宿の参加メンバーに選出された。1月29日にハンガリーのブダペストで開催されたミラノ・コルティナダンペッツォオリンピックの3次予選と事前合宿の参加メンバーに選出された。シーズン終了後の2024年3月26日にベストFWを受賞した。
オフの4月8日に安平町の安平町スポーツセンターで開催されたアイスホッケー男子日本代表の選考合宿に参加するメンバーに選出された。4月16日にイタリアのボルツァーノで開催された2024 IIHF 男子世界選手権 ディビジョンI グループAの日本代表に選出された。5月15日にレッドイーグルスと再契約を結んだ。
2024年-25年シーズンはシーズン開幕前の2024年7月1日にレッドイーグルスの本拠地であるnepiaアイスアリーナでのアイスホッケー男子日本代表の代表選考合宿に招集された。8月1日にデンマークのオールボーで開催されるミラノ・コルティナダンペッツォオリンピックの最終予選と事前合宿の日本代表に選出された。

## 詳細情報

### 個人記録
| 2016-17          | クレインズ | アジア | 47 | 13 | 25 | 38 | 18 | 2  | 0  | 1  | 1  | 0  |
| 2017-18          | クレインズ | アジア | 28 | 10 | 12 | 22 | 18 | -- | -- | -- | -- | -- |
| 2018-19          | クレインズ | アジア | 34 | 6  | 14 | 20 | 8  | 9  | 2  | 5  | 7  | 0  |
| 2019-20          | 王子       | アジア | 35 | 14 | 32 | 46 | 12 | 3  | 0  | 1  | 1  | 12 |
| 2020-21          | 王子       | アジア | 24 | 18 | 27 | 45 | 8  | -- | -- | -- | -- | -- |
| 2021-22前期      | レッド     | アジア | 16 | 8  | 18 | 26 | 2  | -- | -- | -- | -- | -- |
| 2021-22後期      | レッド     | アジア | 10 | 3  | 11 | 14 | 6  | 2  | 2  | 0  | 2  | 2  |
| 2022-23          | レッド     | アジア | 40 | 22 | 53 | 75 | 18 | 7  | 2  | 6  | 8  | 0  |
| アジアリーグ通算 |            |        |    |    |    |    |    |    |    |    |    |    |

### 代表歴
- 2026年ミラノ・コルティナダンペッツォオリンピック3次予選日本代表（2024年）
- 2024 IIHF 男子世界選手権 ディビジョンI グループA 日本代表
- 2026年ミラノ・コルティナダンペッツォオリンピック最終予選日本代表（2024年）